# 何华章
何华章（1964年6月—），男，四川成都人，中华人民共和国政治人物。北京师范大学历史系毕业，大学学历，编辑。

## 生平
1984年6月加入中国共产党。1985年7月参加工作。1993年自筹资金创办《成都商报》，先后任成都商报社社长、成都日报报业集团党委书记、总编辑。2002年底转入政界。先后担任中共成都市委宣传部部长，成都市人民政府副市长，中共成都市委常委、市委秘书长。2012年4月，转任遂宁市人民政府代市长，次月正式担任市长。2013年，当选第十二届全国人民代表大会四川地区代表。
2014年3月19日，因涉嫌严重违纪违法，接受组织调查。何华章被指与2013年被调查的四川省原副书记李春城关系密切，是李春城的宣传“爱将”，曾为李春城做了很多形象包装工作。因涉嫌违纪违法，2014年8月2日，四川省第十二届人大常委会第十一次会议决定接受其辞去第十二届全国人民代表大会代表职务。2014年9月15日，经四川省人民检察院指定管辖，四川省乐山市人民检察院依法对何华章涉嫌受贿犯罪立案侦查。2014年9月28日，四川省人民检察院决定对何华章予以逮捕。
2016年7月28日，中共四川省委第十届八次全会审议并通过了四川省纪律检查委员会关于何华章严重违纪问题的审查报告，确认四川省委常委会之前作出的给予何华章开除党籍的处分。2016年12月19日，四川省乐山市中级法院一审判决，以受贿罪、非国家人员受贿罪判处何华章有期徒刑8年6个月，对扣押在案的何华章受贿所得折合人民币1007.7076万元、收受干股所获孳息人民币830万元予以没收，上缴国库。